# Goudí (Athènes)
Pour les articles homonymes, voir Goudi.
Goudí (en grec : Γουδή, /ɣuˈði/) est un quartier d'Athènes, en Grèce. Il est situé en limite orientale de la ville, au pied du mont Hymette.

Situation de Goudi dans la ville d'Athènes

Il est devenu célèbre à la suite du coup de Goudi, un coup d'État militaire en août 1909, parti des casernes de Goudi, ainsi que par le Procès des Six après la défaite militaire grecque en Asie mineure, où ceux qui furent considérés comme responsables de cette défaite furent condamnés à mort.
Les facultés de médecine et d'odontologie de l'université d'Athènes se trouvent dans ce quartier, ainsi que plusieurs hôpitaux, dont l'hôpital général Laïkó.
Des installations sportives (badminton et pentathlon moderne) pour les Jeux olympiques d'été de 2004 se trouvaient à Goudí, à l'emplacement de l'ancien camp militaire.